# Bahnhof Großen Buseck
Der Bahnhof Großen Buseck ist eine Betriebsstelle der Bahnstrecke Gießen–Fulda in der mittelhessischen Gemeinde Buseck.

## Geschichte
Der Abschnitt Gießen–Grünberg wurde am 2. Dezember 1869 von den Großherzoglich Hessischen Staatseisenbahnen in Betrieb genommen.
Bei einem Luftangriff am 18. März 1945 auf den Bahnhof in Großen-Buseck wurde ein Bauzug mit Zwangsarbeitern getroffen. Vier Männer aus dem Bauzug kamen ums Leben. Einer der Zwangsarbeiter wurde wegen angeblichen Diebstahls an einem ausgebrannten Waggon aufgehängt. Ein Gedenkstein vor dem Bahnhofsgebäude erinnert an diesen Vorfall.
Der zunächst für 2018 geplante barrierefreie Umbau des Bahnhofs wird voraussichtlich im Jahr 2021 umgesetzt werden.

## Bahnanlagen

### Empfangsgebäude
Das Empfangsgebäude wurde 1869 als 4-achsiges Bauwerk auf der Nordseite der Gleisanlagen errichtet. 1912 wurde es in östlicher Richtung um einen 2 1⁄2-geschossigen, L-förmigen Anbau erweitert. Während der ursprüngliche Baukörper klassizistische Formen aufweist, dominieren den in historisierender Bauweise ausgeführten Anbau große Rundfenster und eine teilweise in Fachwerkbauweise ausgeführte Fassade in den Obergeschossen. Das Gebäude wird daher auch dem Heimatstil zugerechnet, es ist aus geschichtlichen und städtebaulichen Gründen heute ein Kulturdenkmal aufgrund des Hessischen Denkmalschutzgesetzes.

### Gleise und Bahnsteige
In seiner größten Ausbauphase verfügte der Bahnhof Großen Buseck über 5 parallel nebeneinander liegende Gleise zwischen dem Güterschuppen und der südlichen Bahnhofsgrenze. Vom 228 Meter langen Hausbahnsteig an Gleis 1 führten niveaugleiche Übergänge zum Zwischenbahnsteig an Gleis 2. Dieser war 245 Meter lang. Mit Gleis 3 gab es noch ein bahnsteigloses Gleis für Zugüberholungen. Dabei wird die maximale Länge für Überholungsmöglichkeiten in Fahrtrichtung Gießen mit 568 Metern angegeben, während in der Gegenrichtung nur Zuglängen von 520 Metern möglich waren.
Heute werden nur die beiden Bahnsteiggleise 1 und 2 für den Zugverkehr auf der Bahnstrecke Gießen–Fulda benötigt.

### Güterverkehrsanlagen
Eine Freiladestraße lag an Gleis 4, das im westlichen Bahnhofskopf von Gleis 3 abzweigte, jedoch bereits auf Höhe des Empfangsgebäudes wieder mit diesem zusammenlief. Die Bahnkunden erreichten diese durch eine am Bahnübergang mit dem Mollbornsweg abzweigende Zufahrt. Zwischen Gleis 1 und dem auf der Nordseite der Bahnanlagen etwa 80 Meter westlich des Empfangsgebäudes errichteten Güterschuppen lag das Gleis 5, das in den 31 Meter langen Abschnitt 5a vor dem Güterschuppen (mit Kopframpe auf dessen östlicher Seite) und den 60 Meter langen Abschnitt 5b, an dem sich eine weitere Ladestraße befand, unterteilt war.
Nach Einstellung des Güterverkehrs und der zuletzt noch betriebenen Holzverladung im Bahnhof Großen Buseck wurden all diese Anlagen entbehrlich und abgehängt oder zurückgebaut.
Etwa 1,5 km südöstlich des Bahnhofs gibt es eine Ausweichanschlussstelle mit einem Industriestammgleis ins Industriegebiet von Großen-Buseck. Hierhin verkehren gelegentlich noch Güterzüge.

### Stellwerke
Auf allen bisher zugänglichen Plänen des Bahnhofs Großen Buseck ist ein Stellwerk im Vorbau des älteren Teils des Empfangsgebäudes eingezeichnet. Wann das Stellwerk mit der Bezeichnung Gf (Großen Buseck Fahrdienstleiter) als mechanisches Stellwerk in Betrieb genommen wurde, konnte noch nicht ermittelt werden. 1960 wurden von ihm aus 5 Weichen, 2 Gleissperren und 8 Formhauptsignale bedient. Die Einfahrsignale besaßen Vorsignale. 1975 wurde an dessen Stelle ein elektromechanisches Stellwerk in Betrieb genommen. Mit dem Ausbau der Strecke Gießen–Fulda zu Beginn des 21. Jahrhunderts wurden auch Ausfahrvorsignale installiert.
Das Stellwerk ist mit einem Fahrdienstleiter besetzt. Für den heutigen Zugverkehr genügen 2 Weichen und 6 Signale.

## Verkehr
Der Bahnhof Großen Buseck liegt im Tarifgebiet des Rhein-Main-Verkehrsverbundes (RMV).

### Bahnverkehr

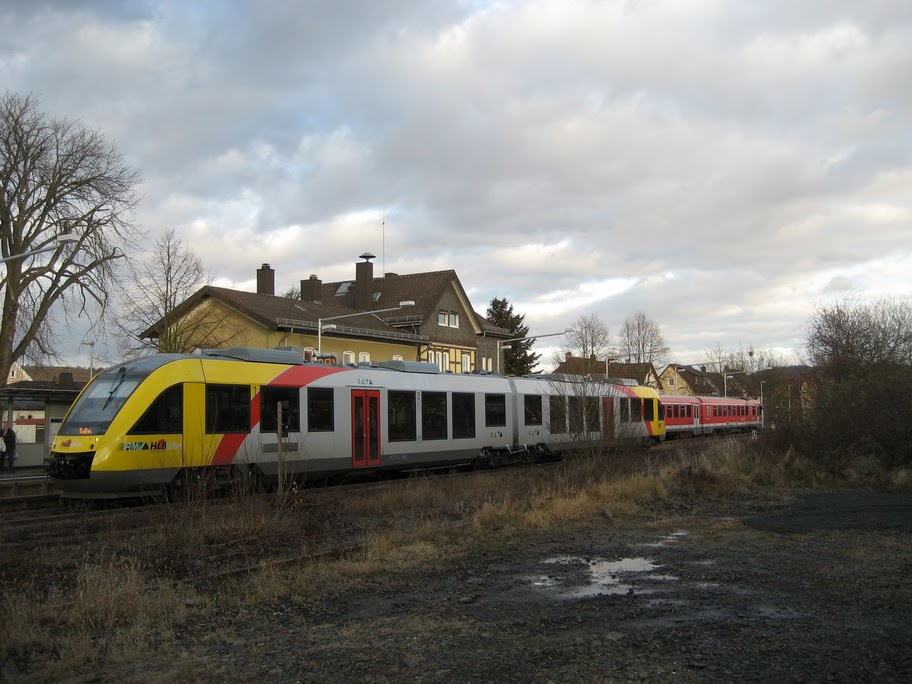
RB 15951 kreuzt am letzten Tag vor dem Betreiberwechsel 2011 mit der HLB in Großen-Buseck

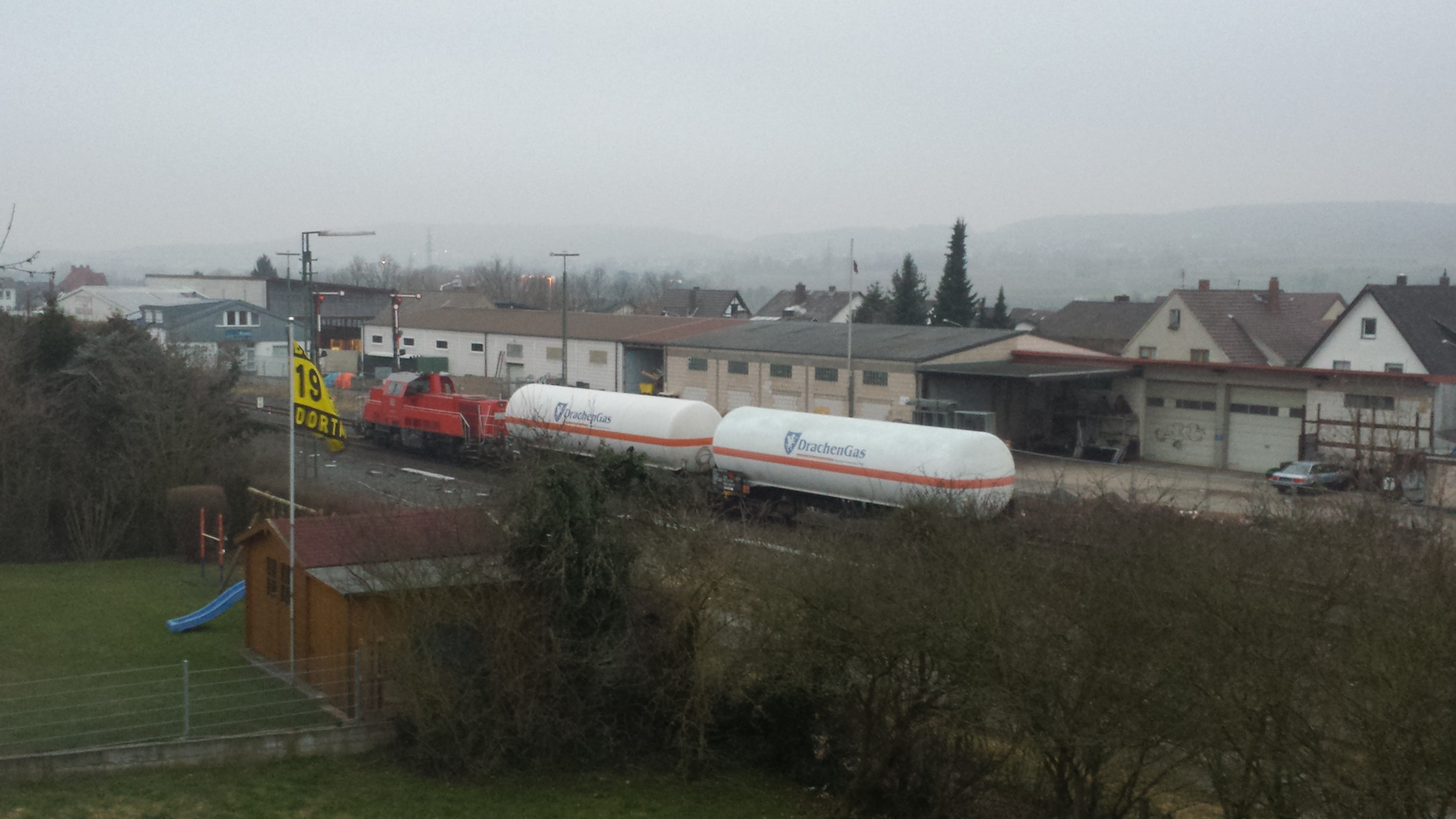
Ein Güterzug wartet in Großen-Buseck auf die Weiterfahrt in Richtung Gießen.

In Großen Buseck halten die Regionalbahn-Züge der Hessischen Landesbahn GmbH (HLB). Sie verkehren im Stundentakt, der werktags in den Hauptverkehrszeiten auf annähernd 30 Minuten verkürzt wird.
Seit dem Fahrplanwechsel am 11. Dezember 2016 verkehren die Züge der vormaligen Linien RB 25 (Lahntalbahn) und RB 35 (Vogelsbergbahn) durchgehend als RB 45.
| Linie | Verlauf | Takt                                                        |
| ----- | --- | ----------------------------------------------------------- |
| RB 45 | Lahntalbahn/Vogelsbergbahn: Limburg (Lahn) – Eschhofen – Kerkerbach – Runkel – Villmar – Arfurt (Lahn) – Aumenau – Fürfurt – Gräveneck – Weilburg – Löhnberg – Stockhausen (Lahn) – Leun/Braunfels – Solms – Albshausen – Wetzlar – Dutenhofen (Kr Wetzlar) – Gießen – Gießen Licher Straße – Großen Buseck – Reiskirchen (Kr Gießen) – (Saasen – Göbelnrod –) (zweistdl) Grünberg – (Lehnheim –) (zweistdl) Mücke (Hess) – (Nieder-Ohmen –) (zweistdl) Burg- und Nieder-Gemünden – Ehringshausen (Oberhess) – Zell-Romrod – Alsfeld (Oberhess) – Lauterbach (Hess) Nord – Angersbach – Bad Salzschlirf – Großenlüder – Oberbimbach – Fulda Stand: Fahrplanwechsel Dezember 2021 | 60 min 20/60 min (Gießen–Mücke u. Alsfeld–Fulda wochentags) |

### Busverkehr
Großen-Buseck ist durch das Busnetz des Rhein-Main-Verkehrsverbundes an den Linien GI-25 nach Gießen, GI-27 nach Fernwald, GI-26 nach Reiskirchen und GI-25 nach Grünberg-Reinhardshain angebunden.